# Le Magicien d'aïe
Pour plus de détails, voir Fiche technique et Distribution.
Le Magicien d'aïe (The Whizzard of Ow) est un film américain d'animation Looney Tunes de 7 minutes et mettant en scène Bip Bip et Vil Coyote réalisé par Bret Haaland en 2003.

## Fiche technique
- Réalisateurs : Bret Haaland
- Producteur : Larry Doyle et Sherry Gunther
- Compositeur : John Frizzell